# Johanna Hermann Lundberg
Anna Johanna Hermann Lundberg, under en period Östlund, född 9 oktober 1964 i Hedvig Eleonora församling i Stockholm, är en svensk röstskådespelare och programpresentatör. Hon är dotter till producenten Göran Lundberg och TV-profilen Alicia Lundberg.
Sedan den 8 mars 2000 hörs Lundberg som Fröken Ur. Många företag har även köpt hennes röst till sina automatiska telefonsvararsystem, såsom Nummerupplysningen, Skatteverket och Försäkringskassan.
Hon har tidigare arbetat som programpresentatör på Sveriges Television. Hon har även arbetat på P4 Uppland samt varit samtalsledare på Stadsbiblioteket i Uppsala vid författarsamtal och andra publika event. Numera hörs hon som programledare på P4 plus Sveriges Radio och i sin egenproducerade podd Femtipodden tillsammans med Ulrika Fredriksson. Hon läser även in ljudböcker och är egenföretagare med företaget Hermanns lilla firma AB som hon äger tillsammans med sin make.
Hon var tidigare gift med Lennart Östlund (född 1956), men är nu omgift med Vello Hermann (född 1962).